# 蒂贾拉
蒂贾拉（Tijara），是印度拉贾斯坦邦Alwar县的一个城镇。总人口19918（2001年）。

## 人口
该地2001年总人口19918人，其中男性10476人，女性9442人；0—6岁人口3605人，其中男1923人，女1682人；识字率62.35%，其中男性为72.37%，女性为51.24%。